# Araneus nidus
Araneus nidus este o specie de păianjeni din genul Araneus, familia Araneidae, descrisă de Yin și Gong, 1996. Conform Catalogue of Life specia Araneus nidus nu are subspecii cunoscute.